# Dean S. Jagger
Dean S. Jagger (* 11. November 1978 in Dewsbury, Yorkshire) ist ein britischer Schauspieler.

## Leben und Karriere
Dean Jagger wurde als eines von drei Kindern im englischen Dewsbury mit gälischen Wurzeln geboren. Er ist der Neffe des verstorbenen Oscarpreisträgers Dean Jagger.  Wie dieser strebte er eine Schauspielkarriere an und trat schon als Schüler in Aufführungen auf. Später war er auch am Theater aktiv.
Nach einem Aufenthalt in den USA, während dessen er u. a. an den X-Games und an der Walt Disneys Skating Challenge teilnahm, kehrte er in seine englische Heimat zurück und studierte in London am The Actor's Centre und an der Penelope Jay's School of Performing Arts.
Seit 2007 ist Jagger in Film und Fernsehen zu sehen. Nach kleinen Rollen in Filmen wie Travellers oder The Paddy Lincoln Gang war er 2016 in der sechsten Staffel von Game of Thrones als Jon Umber zu sehen.
Neben seiner Schauspielkarriere ist er auch ein erfolgreicher Sportler. So nahm er u. a. an den X-Games als Skateboarder teil. Als Kampfsportler lernte er etwa Boxen, MMA und Jiu-Jitsu.

## Filmografie (Auswahl)
- 2007: Inertia (Kurzfilm)
- 2008: The Killing Truth (Kurzfilm)
- 2009: A Night at Robert McAlisters (Kurzfilm)
- 2011: Travellers
- 2014: The Paddy Lincoln Gang
- 2015: Trollied (Fernsehserie, Episode 5x04)
- 2015: Joan of Arc (Dokumentation)
- 2016: Game of Thrones (Fernsehserie, 2 Episoden)
- 2016: Legends of Tomorrow (Fernsehserie, Episode 2x04)
- 2017: The Hunter's Prayer
- 2018: Scorched Earth
- 2018: Corbin Nash
- 2019: Warrior (Fernsehserie)
- 2019: Rim of the World